# 多久茂矩
多久 茂矩（たく しげのり）は、江戸時代前期の武士。肥前国佐賀藩士。多久鍋島家（後多久氏）3代当主。

## 略歴
2代多久邑主・多久茂辰の子として誕生。
正保3年（1646年）、父・茂辰が返済不能な私借銀を作ったとして請役を免ぜられたが、寛文12年（1672年）、鍋島茂紀と共に請役となり、貞享4年（1687年）に請役が1人となり諫早茂紀が請役となるまで務めた。また、雑木に覆われた唐津往還を切り開き、宿場を設ける等地域整備も行った。
実子・清信は姉川鍋島家・鍋島清長の養子となっていたため、貞享3年（1686年）、養子・茂文（鍋島光茂の四男）に家督を譲った。
元禄2年12月10日（1690年1月20日）、死去。享年60。